# الإمبراطور تينجي
الإمبراطور تنجي (باليابانية: 天智天皇 تنجي تينو) (626 - 7 يناير 672) كان الإمبراطور 38 في اليابان وكانت سنوات حكمه بين 661 و 672.
كان ابن للإمبراطور جوميه لكنه خلف في الحكم أمه الإمبراطورة سايمي، وقبل استلامه الحكم كان يعرف باسم الأمير ناكا تو أويه.

## أعمال الإمبراطور تينجي
- لعب الأمير ناكا نو أويه (قبل أن يصبح إمبراطوراً) دوراً هاماً في إنهاء سيطرة عشيرة سوغا على القصر الإمبراطوري.

## اقرأ أيضاً
- قائمة أباطرة اليابان